# 查爾斯敦 (馬里蘭州)
查爾斯敦（英語：Charlestown）是一個位於美國馬里蘭州塞西爾縣的市鎮。

## 人口
根據2020年美國人口普查的數據，查爾斯敦的面積為3.03平方千米，當中陸地面積為3.03平方千米，而水域面積為0.00平方千米。當地共有人口1496人，而人口密度為每平方千米494人。